# Kronobergs kanal
Kronobergs kanal, även kallad Räppe-Helga kanal är en kanal som förenar Helgasjön med Tolgsjön och Asasjön.
Farledens längd från Räppe station vid Växjö-Alvesta järnväg vid Helgasjöns södra ände till Asasjöns norra ända är 43 kilometer, därav 1,6 kilometer grävd kanal med en sluss, 1-1,15 meters djup och 5 meter bottenbredd. 
Räppe kanal tillkom som en konsekvens av missväxten i Småland 1868-1869. Under nödåren startades nödhjälpsarbeten som gjorde att man kunde få statsunderstöd för 2/3 av kostnaden för liknande projekt, och till att Växjö–Alvesta Järnväg tog initiativet att gräva en kanal från Räppe station och Helgevärma vid Helgasjön. Första mötet för intressenterna hölls i landskansliet i Växjö 15 mars 1869 och 14 juni påbörjades grävarbetena och kanalen stod klar i slutet av året.
Kort därefter rensades vattendraget vid Sandsbro varigenom Toftasjön och Helgasjön bands samman genom Sandsbro kanal. 1871 inleddes ångbåtstrafik på kanalen.
1886-1887 förlängdes kanalen norrut genom att Tolg- och Asasjöarna bands samman med det tidigare kanalsystemet genom Asa eller Tolgsjö kanal.